# Акен
Акен (њем. Aken) град је у њемачкој савезној држави Саксонија-Анхалт. Једно је од 10 општинских средишта округа Анхалт-Битерфелд. Према процјени из 2010. у граду је живјело 8.564 становника. Посједује регионалну шифру (AGS) 15082005.

## Географија
Акен се налази у савезној држави Саксонија-Анхалт у округу Анхалт-Битерфелд. Град се налази на надморској висини од 60 метара. Површина општине износи 59,9 km².

## Становништво
У самом граду је, према процјени из 2010. године, живјело 8.564 становника. Просјечна густина становништва износи 143 становника/km².

## Међународна сарадња
| Мјесто | Држава    | Врста сарадње | Од    |
| ------ | --------- | ------------- | ----- |
| Анор   | Француска | партнерство   | 1993. |
| Извор  |           |               |       |